# 加藤彰彦 (国語学者)
加藤 彰彦（かとう あきひこ、1928年〈昭和3年〉 - 2022年〈令和4年〉）は、国語学者、実践女子大学名誉教授。
東京生まれ。1951年（昭和26年）東京大学文学部国文学科卒業。同大学院修士課程修了。文部事務官、千葉大学留学生部助教授、教科書調査官、実践女子短期大学教授。1998年（平成10年）定年、名誉教授。専攻は国語学、日本語教育学。2022年（令和4年）死去。

## 編著
- 『用字用語新表記辞典』 天沼寧 共編、第一法規出版、1973年
- 『当用漢字表記辞典』〈増訂版〉、飛田良文 共編、桜楓社、1975年
- 『表記用例辞典』 編、大門出版、1982年
- 『常用漢字表記辞典』飛田良文 共編　桜楓社、1982年
- 『日本語概説』 佐治圭三・森田良行 共編、桜楓社、1989年
- 『講座 日本語と日本語教育 第9巻 : 日本語の文字・表記〈下〉』 編、明治書院、1989年
- 加藤彰彦「第1章 日本語の表記の基準」『文字・表記の教育〈日本語教育指導参考書 14〉』、国立国語研究所、1988年3月、1-49頁、doi:10.15084/00001838。